# The Sunset Trail (film 1917)
The Sunset Trail è un film muto del 1917 diretto da George Melford. La pellicola, di cui esiste ancora una copia, ha tra gli interpreti Vivian Martin, Harrison Ford, Charles Ogle, Henry A. Barrows, Carmen Phillips e Billy Elmer.

## Trama
Quando la madre lascia suo padre per il ricco Vernon Treloar, la giovane Tomboy Bess Aiken deve crescere rapidamente. Ma, da sola con suo padre, Bess comincia a desiderare una compagnia femminile. Così, quando le si presenta l'occasione di rendere visita alla madre che si è risposata con Treloar, chiede al padre - che acconsente - di poter andare da lei. Nell'Est, la ragazzs si trova in una sorta di mondo da favola, circondata da lussi stravaganti e splendidi abiti che la abbagliano. Credendo che tutto ciò che fa la madre debba per forza essere corretto, Bess comincia ben presto a fumare e a bere. Kirke Livingston, che la corteggia, vedendo come si comporta, teme che la ragazza abbia ereditato lo stesso carattere della madre. Bess ignora le sue rimostranze e i suoi avvertimenti. Ma, un giorno, dopo aver sorpresa la madre tra le braccia di un uomo che non è suo marito, la ragazza - disillusa - se ne va, decisa a tornare alla vita semplice in cui l'ha cresciuta suo padre, in una povera casa in mezzo ai boschi. All'alba, Kirke la ritrova e questa volta, alla sua proposta di matrimonio, ottiene la sua mano.

## Produzione
Il film, girato a Boulder Creek, in California, fu prodotto dalla Jesse L. Lasky Feature Play Company. Il titolo originale della storia su cui si basa la sceneggiatura del film era Aitken's Gal.

## Distribuzione
Il copyright del film, richiesto dalla Jesse L. Lasky Feature Play Co., fu registrato il 10 settembre 1917 con il numero LP11372.
Distribuito dalla Famous Players-Lasky Corporation, il film uscì nelle sale statunitensi il 13 ottobre 1917.
Copia della pellicola (acetato positivo in 16 mm) si trova conservata negli archivi del George Eastman House.